# Parler canarien
Pour les articles homonymes, voir canarien.

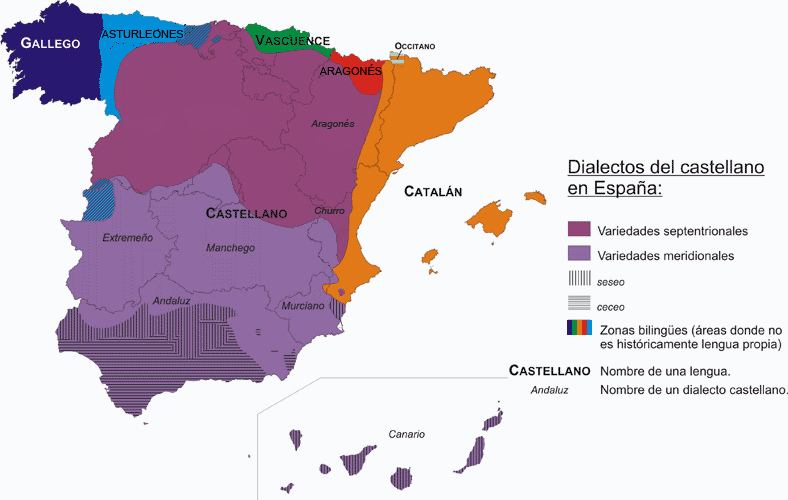
Langues et dialectes parlés en Espagne vers 1950

Le parler canarien (habla canaria), aussi appelé espagnol canarien, ou simplement canarien (canario) est la variété du castillan parlée aux iles Canaries. On parle également fréquemment de « dialecte canarien », mais cette appellation est mise en cause par certains linguistes qui considèrent que le canarien n'a pas, tant au niveau lexical que morphosyntaxique, de caractéristiques linguistiques propres, et qu'on ne peut donc dans ce cas parler véritablement de « dialecte »,.
Il est très proche de l'espagnol parlé à Cuba, à Porto Rico, au Venezuela et en République dominicaine.
Certaines théories le définissent comme une fusion entre portugais et espagnol, mais elles sont de moins en moins retenues ; avec le temps, les termes d'origine lusophone ont tendance à être remplacés par des mots d'origine castillane.

## Histoire
Les îles Canaries furent conquises au XVe siècle, entre le début du règne d'Henri III de Castille et celui des rois catholiques. L'archipel reçut ensuite une forte immigration andalouse[réf. nécessaire] et servit pendant des siècles de base avancée aux colons espagnols et portugais.

## Caractéristiques
Le canarien fut peu étudié jusqu'à récemment et resta à l'écart des grands travaux de dialectologie réalisés dans les milieux hispaniques du début du XXe siècle (création d'atlas linguistiques, etc.),. Ses caractéristiques le rapprochent globalement de l'ensemble dialectal méridional de l'espagnol (essentiellement andalou et espagnol d'Amérique). Voici quelques traits caractéristiques du canarien :
- Vélarisation de /a/ et fermeture extrême de /e/, parfois jusqu'à /i/. La fermeture de /o/ est également documentée[7].
- Seseo généralisé (absence d’opposition entre les phonèmes /s/ et /θ/), avec une réalisation très variée du /s/ résultant (non castillan)[5],[8].
- Aspiration de /s/ final ou implosif[5]. Toutefois, le phone résultant n'est pas confondu avec la réalisation locale de /x/, comme dans nombre de dialectes où se produit le phénomène, mais est simplement un allophone de /s/[8].
- Articulation bilabiale de /f/ (et non labio-dentale comme dans la majorité des dialectes)[8].
- Maintien de l'aspiration du /f/ initial latin (muet en castillan standard et encore marqué à l'écrit par un /h/), et identification de la consonne aspirée résultante avec la réalisation locale de /x/, comme en estrémègne et en andalou occidental[5].
- /x/ est articulé sous la forme d'une consonne aspirée, qui chute parfois à l'initiale[9].
- Yeísmo des grandes villes (comme en murcien), qui servent de centre d'irradiation et d'extension au phénomène[10],[11].
- Trace de /z/ (comme en portugais) documentée dans certains parlers rustiques[10].
- Perte de l'opposition entre /l/ et /r/ en position finale ou implosive[10],[8].
- Vitalité certaine de /d/ intervocalique (qui tend à disparaître dans nombre de dialectes méridionaux)[12],[8].
- Le pronom de deuxième personne du pluriel vosotros a pratiquement disparu et n'est conservé que de façon très résiduelle[9]. Il est remplacé par ustedes (comme dans de nombreuses régions d'Amérique). On conserve également des traces d'utilisation du pronom archaïque de courtoisie vuestra merced[12],[13].
- Nasalisation de la voyelle située devant /n/ implosive, parfois suivie d'une chute de /n/[8].
- Conséquence de la situation insulaire, lexique d'origines variées (on recense des emprunts locaux au guanche, à l'astur-léonais, au galaïco-portugais, à l'andalou, à l'espagnol d'Amérique, etc.), particulièrement dans le champ de la navigation[12],[13],[14].